# Hans Till
Hans Till (* 16. Dezember 1920 in Arad; † 24. Januar 2012; eigentlich Johann Anton Till) war ein österreichischer Gärtner und Spezialist der Kakteengattung Gymnocalycium.

## Leben und Wirken
Hans Till war der erste Sohn eines Uhrmachers und einer Modistin. Frühzeitig interessierte er sich für Pflanzen und wollte nach Abschluss des Gymnasiums Gartenarchitektur studieren. Da die Familie in den wirtschaftlich schwierigen 1930er Jahren verarmte, musste er das Gymnasium verlassen und begann eine Gärtnerlehre in Temeschburg beim angesehenen Handelsgärtner Carl Reichert. Als dieser Hofgärtner bei Elisabeth von Hohenzollern-Sigmaringen wurde, nahm er Hans Till mit.
1940 wurde Hans Till zum Wehrdienst eingezogen. Er diente in einem Gebirgsjägerregiment an der Front bei Murmansk. Nach der Entlassung aus der Kriegsgefangenschaft fand er 1945 Arbeit in einer Gärtnerei in Braunau am Inn. Dort lernte Hans Till seine Frau Rosa kennen, die er 1946 heiratete. Mit ihr hatte er vier Kinder. 1951 machte sich Hans Till selbständig und gründete eine Gärtnerei in Attersee. Mitte der 1980er Jahre übergab er seine Gärtnerei seinem zweitältesten Sohn Günther und trat in den Ruhestand. 
Er reduzierte seine umfangreiche Kakteensammlung und konzentrierte sich fortan ausschließlich auf die Gattung Gymnocalycium. 1988 initiierte Hans Till gemeinsam mit Franz Strigl die Gründung Arbeitsgruppe „Gymnocalycium“ der Gesellschaft Österreichischer Kakteenfreunde. Mehrfach – 1987, 1988, 1990, 1993 und 1996 – reiste er nach Argentinien, um dort die Gattung Gymnocalycium an ihrem natürlichen Standort zu studieren. Hans Till veröffentlichte die Erstbeschreibung mehrerer Gymnocalycium-Arten. Sein wichtigster Beitrag zum Verständnis dieser Gattung war eine auf der Morphologie der Samen beruhende infragenerische Klassifikation der Gattung. Hans Till war Mitglied der Internationalen Organisation für Sukkulentenforschung.

## Ehrungen
Walter Rausch benannte Hans Till zu Ehren die Kakteenart Gymnocalycium tillianum. Die Gesellschaft Österreichischer Kakteenfreunde ernannte ihn zu ihrem Ehrenmitglied.

## Schriften (Auswahl)
Hans Till veröffentlichte mehr als 140 Artikel in verschiedenen Sukkulentenzeitschriften, darunter:
- Neuordnung der Gattung Gymnocalycium. In: Gymnocalycium. Band 14, 2001, S. 385–404.
- Nomenklatorische Berichtigungen zum Artikel „Neuordnung der Gattung Gymnocalycium“. In: Gymnocalycium. Band 16, Nummer 2, 2003, S. 517.